# Carlos Suárez
Este nome é um nome espanhol, onde Suárez é o nome paterno e García-Osório é o nome materno.
Carlos Suárez García-Osorio, (Aranjuez, 23 de maio de 1986) é um basquetebolista profissional espanhol que atualmente joga pelo Unicaja Málaga. O atleta que atua na posição ala, possui 2,03m de altura e pesa 106 kg.

## Trajetória Esportiva
Carlos Suárez iniciou sua carreira no Estudiantes de Madrid onde ficou 2002 a 2005 como amador e de 2005 a 2010 como profissional. Entre as temporadas 2004-05 e 2005-06 integrou a segunda equipe do clube disputando a Liga EBA e debutou na temporada 2004-05 com algumas partidas na Liga ACB.
Entre as temporadas 2010-11 e 2012-13 integrou a equipe do Real Madrid com maior amplitude de torneios disputados entre eles: Liga ACB, Copa do Rei e Euroliga.
Após o período junto a equipe da capital, foi contratado na temporada 2014-15 pelo Unicaja Málaga por um ano e possibilidade de renovação por mais um ano.

## Títulos e Honrarias

### Clubes

#### Real Madrid
- Campeão da Liga ACB (2012-13)
  - Vice-Campeão da Liga ACB (2011-12
- Campeão da Copa do Rei (2011-12)
  - Vice-Campeão da Copa do Rei (2010-11)
- Campeão da Supercopa Endesa (2012-13)

#### Unicaja Malaga
- Vice-campeão da Supercopa Endesa (2015)

### Seleção
- Medalha de Ouro no Europeu Sub 18 em Saragoça (2004)

### Pessoais
- Escolhido para o Quinteto Ideal no Campeonato Europeu Sub 18 (2004)
- Jogador Revelação da Liga ACB (2005-06)
- Jogador da 12ª Rodada (2007-08)
- Jogador da 24ª Rodada (2009-10)
- MVP do mês de março (2009-10)
- Escolhido para o Quinteto Ideal da Liga ACB (2009-10)
- MVP do mês de outubro (2010-11)

## Ligações Externas
- Perfil de Carlos Suárez no Sítio da Liga ACB